# Age Ain’t Nothing but a Number (альбом)
Age Ain’t Nothing but a Number (с англ. — «Возраст — просто число») — дебютный студийный альбом американской певицы Алии, выпущенный 24 мая 1994 года в США на лейблах Jive и Blackground Records. В конце 1992 года Алия заключила договор с лейблами Jive и Blackground. Дядя Алии, Барри Хенкерсон, работающий в музыкальной индустрии, познакомил её с певцом Ар Келли, который выступил автором песен и продюсером дебютного альбома исполнительницы. Треки были записаны на студии Chicago Recording Company в Чикаго. Первые два сингла, «Back & Forth» и «At Your Best (You Are Love)», имели весомый успех в хит-парадах, и вскоре получили золотой статус в США. Третьим синглом стала композиция «Age Ain’t Nothing but a Number», а четвёртым и пятым — «Down with the Clique» и «The Thing I Like», соответственно.
Age Ain’t Nothing but a Number получил положительные отзывы критиков, высоко оценивших вокальные способности Алии и тексты песен. Алии также приписывали переосмысление R&B в 1990-х годах благодаря её вокалу и нью-джек-свингу Ар Келли. Пластинка заняла 18-ю строчку в хит-параде Billboard 200, а её продажи в США составили свыше трёх миллионов экземпляров. Также альбом получил золотой статус в Канаде и Великобритании. На сегодняшний день по всему миру продано свыше шести миллионов экземпляров диска.

## История создания
Дядя Алии, Барри Хэнкерсон, был адвокатом в сфере шоу-бизнеса, а также был женат на певице Глэдис Найт. В детстве Алия путешествовала вместе с Найт и наняла агента в Нью-Йорке, чтобы сниматься в рекламных роликах и телешоу. В девять лет она прошла прослушивание в шоу Star Search с песней «My Funny Valentine». Впоследствии она проходила кастинг в несколько звукозаписывающих компаний, а в 11 лет пела на концертах вместе с Найт. В частности, Алия выступала на пяти концертных шоу Найт в Лас-Вегасе.
Когда Алии было двенадцать, её дядя Барри Хэнкерсон привёл её в студию Vanguard Studios в её родном Детройте. Вместе с продюсером и владельцем студии Майклом Джей Пауэллом Алия записала несколько каверов, включая «The Greatest Love of All», «Over the Rainbow» и «Me Funny Valentine», которую она исполнила на шоу Star Search. Затем Хэнкерсон начал предлагать разным лейблом сотрудничество с Алией, в частности, Warner Bros. Records и MCA Records. Несмотря на то, что представителям лейблов нравилось, как поёт Алия, они ей отказали. После того, как несколько лейблов отказали Хэнкерсону, он обратил внимание на Jive Records. По словам бывшего A&R Jive Records Джеффа Слэджа, бывший руководитель фирмы изначально не хотел заключать контракт с Алией из-за юного возраста певицы. В итоге Хэнкерсон всё же смог подписать 12-летнюю Алию на Jive Records, а также помог заключить договор со своей компанией Blackground Records.

## Запись
После того, как Алия заключила договор с Background и Jive, Хэнкерсон познакомил её с певцом и продюсером Ар Келли. Впервые встретившись с Келли, Алия спела ему а капелла; голос певицы произвёл на Келли впечатление и он решил с ней работать. Ар Келли самостоятельно написал и спродюсировал все песни с дебютного альбома Алии. Это было связано с тем, что лейбл не хотел, чтобы авторские права делили несколько человек. Алия и Келли приступили к записи диска в 1993 году, когда певице было 14, и по её словам, работа над пластинкой продолжалась от восьми до девяти месяцев.
Запись альбома проходила летом, когда Алия была на каникулах; она приезжала из Детройта в Чикаго, и они с Келли работали над диском. Алия и Келли проводили много времени вместе, играли в видеоигры и ходили в боулинг. Это благоприятно сказывалось на написании песен, поскольку Келли лучше узнавал певицу и мог писать песни на темы, о которых чаще всего говорят её друзья и ровесники. Первым треком, который Алия и Ар Келли записали на студии Chicago Recording Company, была песня «Old School». Работа над композицией заняла два дня. По словам певицы, ей очень понравилась записывать эту песню, поскольку в ней «было что-то от The Isley Brothers». Во время работы над диском Алия несколько раз пропевала одну и ту же песню, чтобы достичь «совершенства». Руководители лейбла не слышали альбом до окончания записи, и были довольны результатом. Ар Келли назвал Алию «одним из лучших молодых исполнителей», с которыми он работал. Изначально релиз пластинки должен был состояться 14 июня, но успех клипа «Back & Forth» на телеканале MTV побудил лейбл перенести выпуск диска на 24 мая.

## Список композиций
Слова и музыка всех песен — и продюсирование Ар Келли, за исключением композиции «At Your Best (You Are Love)», написанной Эрни Айли, Марвином Айли, О'Келли Айли-младшим, Рональдом Айли и Крисом Джаспером.
| №   | Название                                        | Длительность |
| --- | ----------------------------------------------- | ------------ |
| 1.  | «Intro»                                         | 1:30         |
| 2.  | «Throw Your Hands Up»                           | 3:34         |
| 3.  | «Back & Forth»                                  | 3:51         |
| 4.  | «Age Ain’t Nothing but a Number»                | 4:13         |
| 5.  | «Down with the Clique»                          | 3:24         |
| 6.  | «At Your Best (You Are Love)»                   | 4:51         |
| 7.  | «No One Knows How to Love Me Quite Like You Do» | 4:07         |
| 8.  | «I’m So into You»                               | 3:25         |
| 9.  | «Street Thing»                                  | 4:58         |
| 10. | «Young Nation»                                  | 4:40         |
| 11. | «Old School»                                    | 3:17         |
| 12. | «I’m Down»                                      | 3:16         |

| №   | Название                                    | Длительность |
| --- | ------------------------------------------- | ------------ |
| 13. | «The Thing I Like»                          | 3:28         |
| 14. | «Back & Forth» (Mr. Lee & R. Kelly’s Remix) | 3:45         |

## Позиции в чартах

### Недельные чарты
| Чарт (1994)                   | Высшая позиция |
| ----------------------------- | -------------- |
| Великобритания                | 23             |
| Великобритания (UK R&B Chart) | 6              |
| Европа                        | 90             |
| Канада                        | 20             |
| Нидерланды                    | 44             |
| США                           | 18             |
| США (Top R&B/Hip-Hop Albums)  | 3              |
| США (Top Pop Catalog Albums)  | 15             |

| Чарт (1994)                  | Высшая позиция |
| ---------------------------- | -------------- |
| США                          | 74             |
| США (Top R&B/Hip-Hop Albums) | 11             |

| Страна            | Сертификат    | Продажи   |
| ----------------- | ------------- | --------- |
| Великобритания    | Золотой       | 100 000   |
| Канада            | Золотой       | 50 000    |
| США               | 2× Платиновый | 3 000 000 |
| Япония            | Золотой       | 100 000   |
| Суммарные продажи |               |           |
| Мир               | —             | 6 000 000 |